# Burmannia oblonga
Burmannia oblonga är en enhjärtbladig växtart som beskrevs av Henry Nicholas Ridley. Burmannia oblonga ingår i släktet Burmannia och familjen Burmanniaceae. Inga underarter finns listade i Catalogue of Life.